# Марль (Північний Рейн-Вестфалія)
Марль (нім. Marl) — місто в Німеччині, знаходиться в землі Північний Рейн-Вестфалія. Підпорядковується адміністративному округу Мюнстер. Входить до складу району Реклінггаузен.
Площа — 87,69 км2. Населення становить 84 312 ос. (станом на 31 грудня 2020).

## Відомі особистості
В поселенні народився:
- Тім Гоогланд (* 1985) — німецький футболіст.